# Mobiclic
Mobiclic était un magazine mensuel ludo-éducatif édité sur CD-ROM par Milan Presse. Le magazine a connu la parution de 174 numéros entre mars 1998 et juillet 2015.
Mobiclic visait un public d'environ 7 à 13 ans et son contenu correspondait aux programmes scolaires allant du CE1 à la classe de cinquième. 10 numéros paraissaient chaque année, le magazine n'étant pas publié lors des deux mois de vacances d'été. À partir de l'an 2000, le mensuel Toboclic est apparu dans le même esprit que Mobiclic, pour un public plus jeune de 4 à 8 ans.
Face à la perte de vitesse progressive du support CD-ROM, Milan Presse a cessé la parution des magazines Mobiclic et Toboclic à l'été 2015. Toboclic et Mobiclic ont été respectivement remplacés par « Tobo 3-6 » et « Tobo 7-10 » ainsi que par le site Internet et l'application « Bayam » à partir de la rentrée 2015.

## Histoire

Le premier logo de Mobiclic, utilisé de mars 1998 à août 2003.

Le second logo de Mobiclic, utilisé de septembre 2003 à août 2009, faisant apparaître le visage de la mascotte Ratonic.

Mobiclic est lancé en mars 1998 par les Éditions Milan basées à Toulouse et constitue alors en France le premier magazine mensuel diffusé sur support CD-ROM,.
À son démarrage, Mobiclic bénéficie de 1 500 abonnement de la part d'enseignants et d'établissements scolaires qui constituent alors 85 % des abonnés du magazine. Les Éditions Milan, qui ont investi 3,5 millions de francs pour lancer le magazine, restent prudentes : « Il est urgent de ne pas se presser, car on ne sait pas comment les enseignants vont s'emparer du multimédia » explique alors Michel Mazéries, Directeur général de Milan, dans Les Échos. Le nombre d'abonnés connaît néanmoins une croissance rapide et la diffusion du magazine atteint environ 30 000 unités par mois en 2000.
À l'origine, le magazine visait un public de 7 à 12 ans et le prix des numéros était fixé à 59 francs l'unité, devenu par la suite 9,90 euros l'unité.
Le magazine était divisé en rubriques (Dossier Multimédia, ClicActivité, ClicHistoire, ClicAnimal, ClicQuiz, ClicEnglish, ClicTest, ClicJeu, ClicBlagues notamment) mêlant des sujets en lien avec l'actualité, des apprentissages en lien avec les programmes scolaires ainsi que des jeux.
En 2004, les Éditions Milan sont rachetées par le Groupe Bayard qui conserve la publication du magazine.
Face à la perte de vitesse du support CD-ROM, le Groupe Bayard décide en 2013 d'offrir aux abonnés de Mobiclic et Toboclic la possibilité d'accéder aux numéros en ligne depuis les sites www.mobiclic.com et www.toboclic.com. Bayard décide finalement d'arrêter la parution des deux magazines en 2015. Mobiclic connaît la parution de son 174e et dernier numéro en juillet-août 2015.
En 2000 est créé un Mobiclic spécial destiné à faire connaître la France aux américains sous le titre Discover France in all its diversities et qui était distribué à l'ambassade de France aux États-Unis[réf. nécessaire].

## Mascottes et personnages
Au cours de ses années de diffusion, Mobiclic se caractérise auprès de son public par ses mascottes, notamment Ratonic et Ratibelle qui animent la plupart des rubriques du magazine entre 1999 et 2009. Les personnages Bug, Spam et Wiki deviennent à leur tour les mascottes du magazine de 2009 à 2015.
Ratonic et Ratibelle : Ratonic et Ratibelle sont deux rats amoureux. Gérard Mercanti crée Ratonic en mai 1999 pour le Cybercalendrier, et le personnage ne tarde pas à devenir la mascotte du magazine. En 2000, Gérard Mercanti lui ajoute Ratibelle. Les deux rats sont inséparables. En juillet 2009, Ratonic et Ratibelle se marient et disent adieu aux « mobicliqueurs » pour s'installer sur l'île de « Kouroukoukou ».
Doggy Mick : dans les différents numéros de Mobiclic jusqu'en 2009 (numéro 115), Doggy Mick est le chien qui anime la rubrique consacrée à l'apprentissage des langues. Il a pour mission d'initier les enfants à l'anglais.
Chuccho Curro et Hundi Waldi : en 2000, Doggy Mick est rejoint par ses cousins européens Chuccho Curro et Hundi Waldi. Comme leur confrère, ils doivent enseigner leur langue : espagnol pour Chuccho Curro et allemand pour Hundi Waldi. Les rédacteurs du jeu ont mis en scène dans le générique de la rubrique une certaine rivalité entre ces trois chiens. Chuccho Curro finit parfois ses phrases en aboyant et hurlant comme les loups.
Plok : Plok est un personnage comique apparu en septembre 2003 et disparu en septembre 2009. Il animait certaines blagues de Ratonic et Ratibelle et était le héros de beaucoup de jeux lors de cette période. Il lui arrivait d'être avec son père. En janvier 2005, Mobiclic a proposé à ses lecteurs de concevoir une BD où Plok était le héros.
Oscar : Oscar est un canard. Il a fait une brève apparition entre 2003 et 2005 pour animer la rubrique Croc'philo, où il jouait les philosophes. Dans cette rubrique, les enfants d'une classe devaient répondre à une question du type Dieu existe-t-il vraiment ?.
Bug, Spam et Wiki : Bug, Spam et Wiki ont été les mascottes du journal de septembre 2009 à juillet 2015 en remplacement de Ratonic et Ratibelle. Ils étaient auparavant les mascottes du magazine « Almanak » de septembre 2007 à août 2008.
Lizz : Lizz est une « vénussiene » qui animait la rubrique anglaise entre septembre 2009 et juillet 2015.

### Articles liés
- Toboclic
- Milan (maison d'édition)
- Groupe Bayard